# Byläkare
Byläkare är personer i Kina som fått en kort elementär läkarutbildning och som arbetar som läkare på den kinesiska landsbygden, där det inte finns tillgång till fullt utbildade läkare. Det finns omkring en miljon kinesiska byläkare.